# Шолоховское сельское поселение
Шо́лоховское се́льское поселе́ние — муниципальное образование в Красносельском районе Костромской области России.
Административный центр — деревня Шолохово.

## История
Шолоховское сельское поселение образовано 30 декабря 2004 года в соответствии с Законом Костромской области № 237-ЗКО, установлены статус и границы муниципального образования.

## Население
| 2008  | 2010  | 2012  | 2013  | 2014  | 2015  | 2016  |
| ----- | ----- | ----- | ----- | ----- | ----- | ----- |
| 2401  | ↘2245 | ↗2278 | ↗2287 | ↗2291 | ↘2282 | ↘2240 |
| 2017  | 2018  | 2019  | 2020  | 2021  |       |       |
| ↘2212 | ↗2217 | ↘2214 | ↗2237 | ↗2278 |       |       |

## Состав сельского поселения
| №  | Населённый пункт    | Тип населённого пункта          | Население |
| -- | ------------------- | ------------------------------- | --------- |
| 1  | Васильково          | деревня                         | ↗10       |
| 2  | Ворсино             | деревня                         | ↗55       |
| 3  | Дурасово            | деревня                         | ↗26       |
| 4  | Ершово              | деревня                         | →0        |
| 5  | Жилино              | деревня                         | ↗18       |
| 6  | Зайцево             | деревня                         | ↗69       |
| 7  | Исаковское          | деревня                         | ↗67       |
| 8  | Кононово            | деревня                         | ↗1        |
| 9  | Косевское           | деревня                         | ↗174      |
| 10 | Кузьмино            | деревня                         | →6        |
| 11 | Лопаткино           | деревня                         | ↗7        |
| 12 | Мельничище          | деревня                         | ↗7        |
| 13 | Мишнево             | деревня                         | ↘51       |
| 14 | Неверово            | деревня                         | →0        |
| 15 | Никола-Плетни       | деревня                         | →0        |
| 16 | Новосельское        | деревня                         | ↗80       |
| 17 | Погост-Монастырский | деревня                         | →0        |
| 18 | Пуловлево           | деревня                         | ↗8        |
| 19 | Соколово            | деревня                         | ↘9        |
| 20 | Сопырево            | деревня                         | ↗360      |
| 21 | Спиридово           | деревня                         | →0        |
| 22 | Степурино           | деревня                         | →0        |
| 23 | Тарасовка           | деревня                         | ↗1        |
| 24 | Шелково             | деревня                         | ↗1        |
| 25 | Шолохово            | деревня, административный центр | ↗1501     |